# Agru Kunststofftechnik

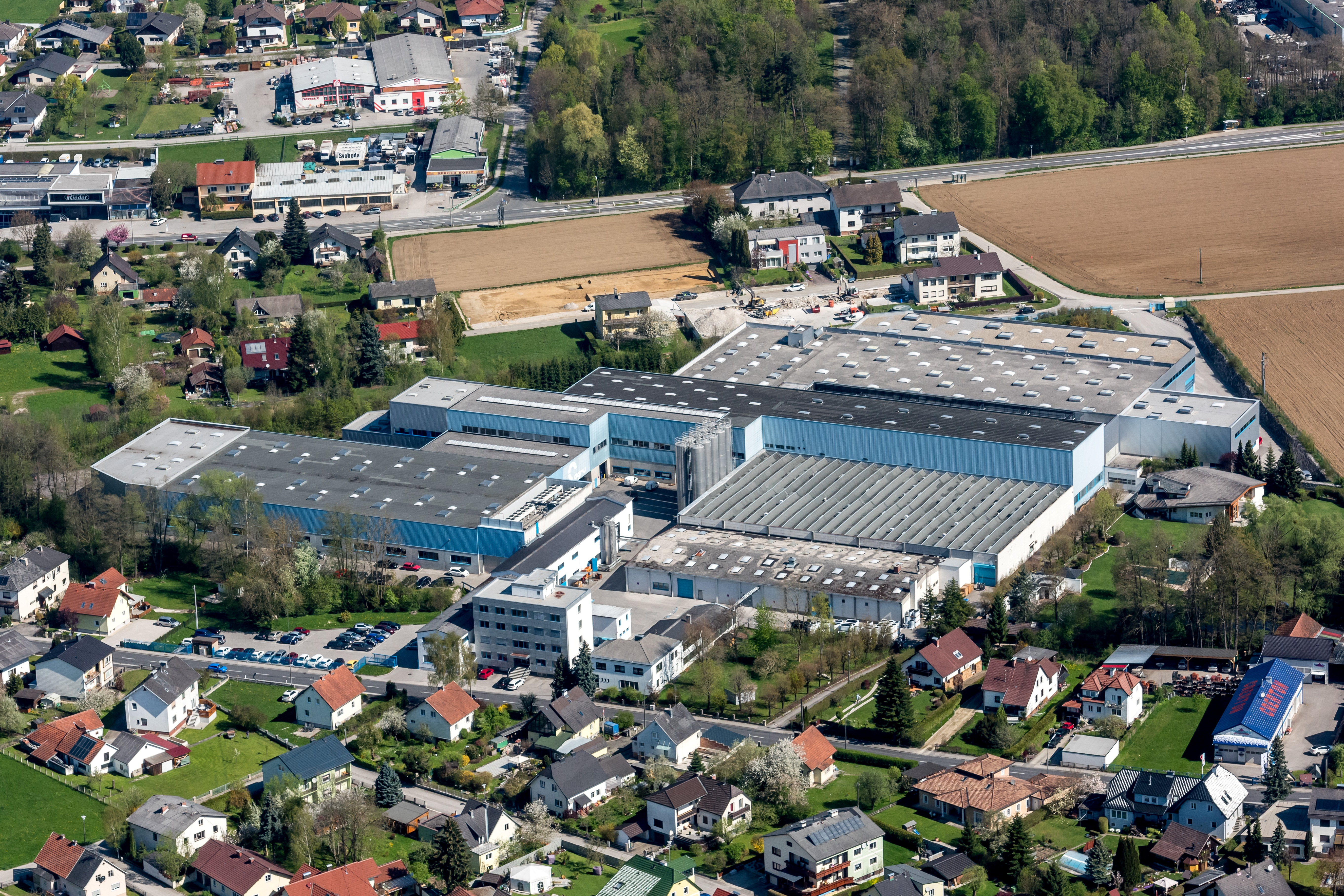
Agru Werk 1 in Bad Hall

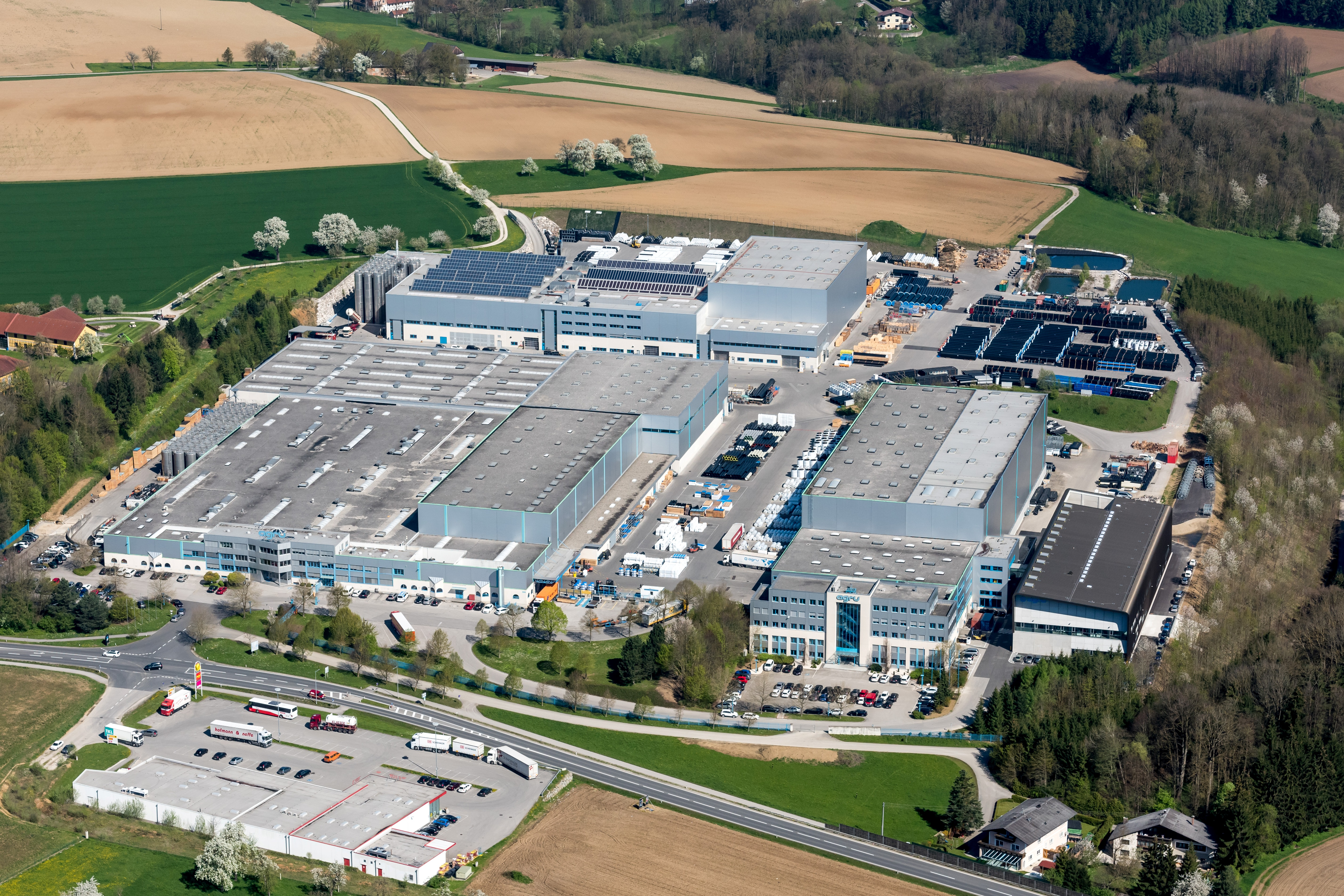
Agru Werk 2–5 in Bad Hall

Agru Kunststofftechnik Gesellschaft m.b.H. (Eigenschreibweise agru) ist ein international agierendes, kunststoffverarbeitendes Unternehmen mit Sitz in Bad Hall, Österreich, das 1948 von Herrn Alois Gruber sen. gegründet wurde. Der Anbieter für Rohrleitungssysteme, Halbzeuge, Betonschutzplatten und Dichtungsbahnen aus technischen Kunststoffen zählt mit rund 1020 Mitarbeitern und einem Umsatz von 375 Mio. EUR (2018), zu den 130 größten Industriebetrieben Österreichs und zu den 50 größten Unternehmen Oberösterreichs.
Neben den fünf Werken am Hauptstandort in Bad Hall betreibt das Unternehmen Produktionsstätten in den USA, Deutschland, Polen und China. Der Exportanteil liegt bei über 90 %. Vertriebspartner in über 150 Ländern vertreiben Produkte von Agru, für die jährlich ca. 100.000 Tonnen Kunststoff verarbeitet werden.

## Unternehmensgeschichte

### Anfänge
Alois Gruber sen. gründete 1948 eine Schlosserei in Bad Hall und einen Eloxalbetrieb in Grünburg. In den 1950er-Jahren wurde der Schlossereibetrieb aufgelöst um den Fokus auf den Eloxalbetrieb zu legen, der um eine Pulverbeschichtung und eine Nasslackiererei erweitert wurde. Diese Kompetenzen sind heute in Waldneukirchen, Oberösterreich, in der Agru Oberflächentechnik GmbH zusammengefasst. Die Agru Oberflächentechnik GmbH agiert rechtlich unabhängig von der Agru Kunststofftechnik GmbH, steht aber unter derselben Leitung.

### Einstieg in die Kunststofftechnik
Den eigentlichen Grundstein zur Kunststofftechnik legte Alois Gruber sen. 1961 mit der Entscheidung, die Kunststoffrohrproduktion aufzunehmen. In den Folgejahren wurde dieser Bereich kontinuierlich ausgebaut. Zunächst mit der Produktion von Polypropylen- und Polyethylenrohren, später auch durch die Herstellung von Formteilen, Platten, Vollstäben und Schweißdraht aus unterschiedlichen technischen Kunststoffen.

### Pionier im Spritzguss
Im Jahr 1966 wurden die ersten Spitzgussmaschinen für die Erzeugung von Formteilen für den Rohrleitungsbau in Betrieb genommen. Damit war Agru einer der ersten Hersteller in Europa, welcher Rohre und Formteile aus eigener Fertigung lieferte. Der Produktivitätsgewinn in der Produktion war enorm, denn bis zu diesem Zeitpunkt waren Formteile segmentiert, d. h. in Handarbeit aus einzelnen Rohrsegmenten zusammengeschweißt. Durch die Produktion aus einem Guss erhöhte sich auch die Druckbeständigkeit. Da spritzgegossene Kunststoffformteile über keine Schweißnähte im Inneren verfügen, die den Mediendurchfluss bremsen könnten, erhöhten sich auch die Fließeigenschaften im kompletten Rohrleitungssystem.

### Internationalisierung der Produktion
In den 1980er Jahren errichtete Agru den ersten Produktionsstandort außerhalb von Österreich in Boston, USA. Damit begann der internationale Ausbau des Familienunternehmens. 1991 wurde in Kooperation mit einem deutschen Vertriebspartner die Agru-Frank GmbH in Wölfersheim, Deutschland gegründet. 1996 übersiedelte Agru America der Produktionsstandort in den USA von Boston nach Georgetown in South Carolina, wodurch eine Erweiterung der Produktion ermöglicht wurde.

### Weiterentwicklung der Formteile
1997 nahm Agru die Produktion von Heizwendelformteilen auf und entwickelte diese kontinuierlich weiter. Ein Heizdraht, die sogenannte Heizwendel, wird in speziell dafür entwickelte Formteile eingegossen oder eingepflügt. Durch die Einbettung der Heizwendel im Formteil sind die empfindlichen Drähte gegen Beschädigungen oder Verschmutzung von außen, z. B. während der Montage, sicher geschützt. Die Schweißung selbst erfolgt mittels elektrischer Energiezufuhr über ein entsprechendes Heizwendelschweißgerät.

### Ausbau des Unternehmens
1998 übernahm Alois Gruber, der Sohn des Unternehmensgründers Alois Gruber sen., das Unternehmen und leitet seither die Geschäfte von Agru. Der Standort in Bad Hall wurde von Beginn an ständig erweitert. Nach der Jahrtausendwende errichtete Agru am Hauptsitz die Werke III und IV. Außerdem baute das Familienunternehmen weitere Produktionsstandorte teilweise als Joint Ventures in Polen, China und den USA auf. 2012 startete Agru die Produktion von Großrohren bis zu einem Durchmesser von 2500 mm. Durch den Bau des Werks V, einer Reinraumproduktionsstätte der ISO Klasse 5, setzte Agru 2016 einen neuen Industriestandard für die Herstellung von Rohrsystemen für Reinstmedienanwendungen, die unter der Marke Purad vertrieben werden. Diese Reinstmedien-Rohrsysteme sind für hochtechnologische Anwendungen entwickelt, wo absolute Reinheit, exzellentes Auslaugveralten und hohe Chemikalienbeständigkeit Voraussetzungen sind. Anwendungsfelder sind beispielsweise die Mikroelektronik-, Life Science- und Lebensmittelindustrie sowie Reinstwasseranlagen in unterschiedlichen Sektoren.

## Produktgruppen

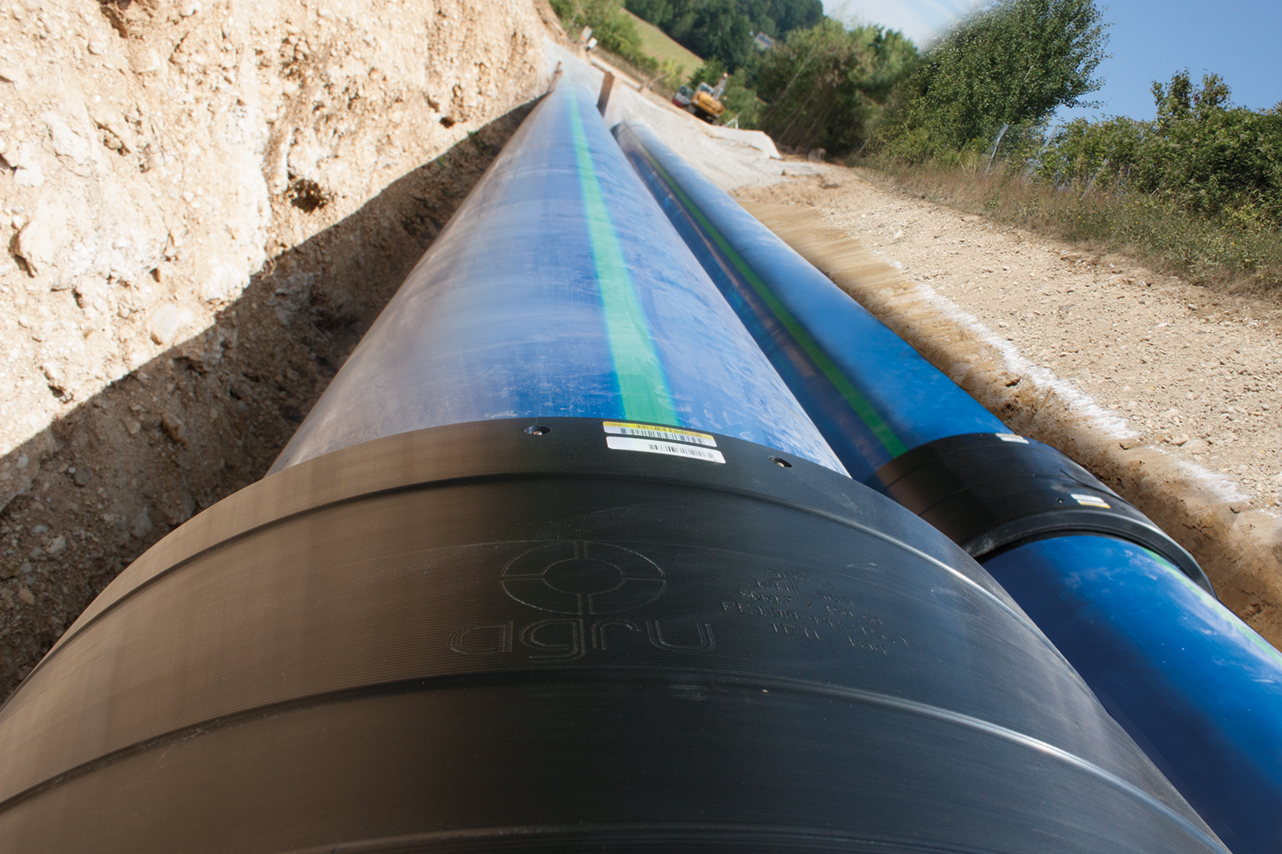
Agruline Sureline Trinkwasserrohr mit Schutzmantel

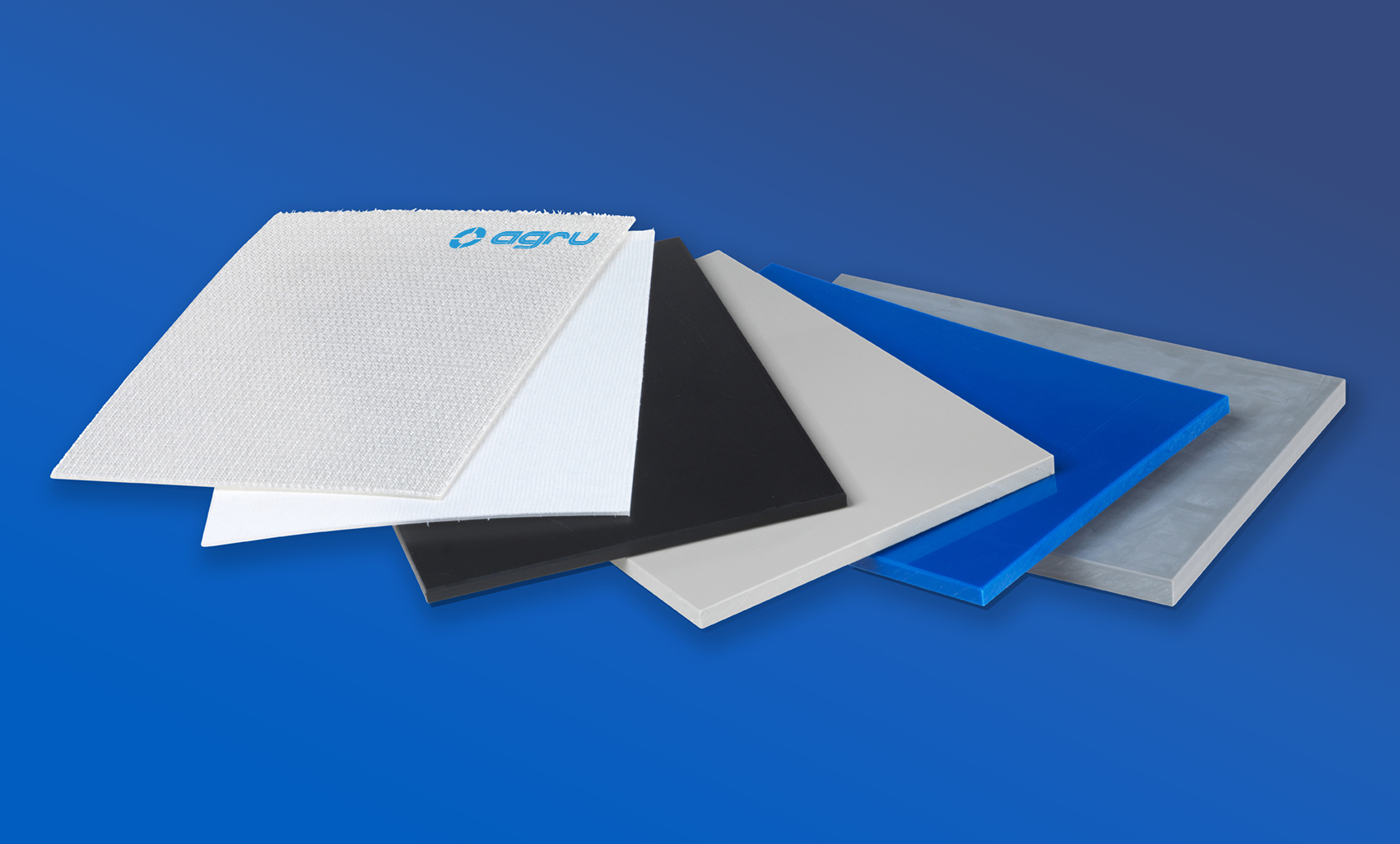
Agru Halbzeugplatten

Agru stellt Rohrsysteme für verschiedenste Anwendungen, Halbzeuge, Betonschutzplatten sowie Dichtungsbahnen für den Deponie- und Tunnelbau aus hochwertigem Kunststoff her. Das Unternehmen beliefert Branchen wie die Wasser- und Gaswirtschaft, Energiewirtschaft, Chemische- und Schwerindustrie, Halbleiter- und Pharmaindustrie, Behälter und Schiffsbau, Minen- und Bergbau sowie Hoch- und Tiefbau. Die Produkte sind in die sieben Produktgruppen Agruline, Industrie, Purad, Betonschutz, Halbzeuge, Agrusan & Agruair und Lining Systems gegliedert.
| Produktgruppe        | Produktart          | Beschreibung |
| Agruline             | Rohrleitungssysteme | PE 100 Rohrsysteme für Gas- und Wasserversorgung sowie Abwasserentsorgung und PE 100-RC Rohrsysteme für grabenlose und sandbettfreie Verlegung in Dimension bis zu 2500 mm.                                                                                   |
| Industrierohrsysteme | Rohrleitungssysteme | Rohr- und Doppelrohrsysteme aus Polypropylen (PP), PEHD-el, PPs, PPs-el, PVDF und ECTFE für industrielle Anwendungen wie den Transport von aggressiven Medien und kontaminiertem Abwasser.                                                                    |
| Purad                | Rohrleitungssysteme | Rohrsysteme in PVDF-UHP, PP-Pure, Polypure und ECTFE für den Transport von hochreinen Medien der Halbleiter-, Pharma- und Lebensmittelindustrie. |
| Betonschutz          | Betonschutzplatten  | Betonschutzplatten und Profile aus Polyethylen (PE), Polypropylen (PP), PVDF und ECTFE zum Schutz von Betonbauwerken gegenüber chemischer Korrosion. |
| Halbzeuge            | Halbzeuge           | Vollstäbe, Schweißdrähte und Platten aus thermoplastischen Kunststoffen wie PP, PE, PPs, PPs-el, PEHD, PEHD-el, PVDF, ECTFE, Tetrafluorethylen-Hexafluorpropylen-Copolymer (FEP) und Perfluoralkoxy-Polymere (PFA) passend für den Apparate- und Behälterbau. |
| Agrusan & Agruair    | Rohrleitungssysteme | AgruairRohrsystem aus PE 100 blau für diverse Druckluftanwendungen. Agrusan Rohrsystem aus PP-R rot für Sanitäranlagen mit Kalt- und Warmwasser. |
| Lining Systems       | Dichtungsbahnen     | Dichtungsbahnen und Abdichtungen aus PEHD, PE-VLD, PE-LLD und FPP sowie Drainagesysteme aus PE und PP für Deponien, Tunnel und Teiche. |

## Produktionsstandorte

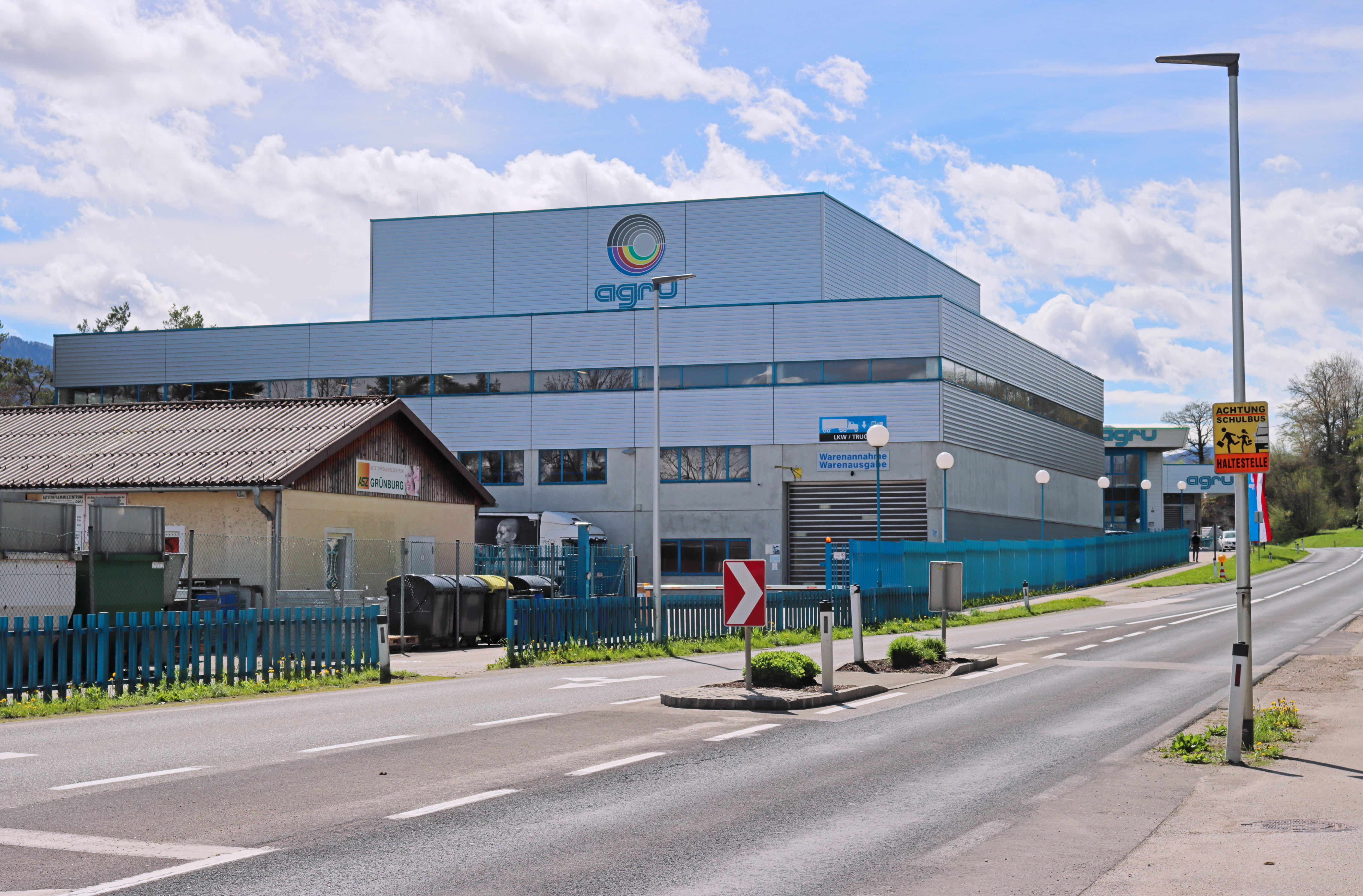
Agru-Werk in Waldneukirchen

Das Familienunternehmen Agru Kunststofftechnik GmbH umfasst acht Produktionsstandorte in fünf Ländern. Teilweise werden diese als Joint Ventures geführt.
- Österreich
  - Agru Kunststofftechnik Gesellschaft m.b.H., Bad Hall
  - Agru Oberflächentechnik Gesellschaft m.b.H.[15], Waldneukirchen
- Deutschland
  - Agru-Frank GmbH[16], Wölfersheim
- USA
  - Agru America Inc.[9][10], Georgetown/SC
  - Agru America Inc.[9], Fernley/NV
  - Agru America Inc.[9][17], Andrews/SC
- Polen
  - TWS Thermoplastic Winding Systems[18], Lozienica
- China
  - Taicang AGRU Plastics Co.[19], Taicang